# Embaixada da Polônia em Brasília
A Embaixada da Polônia em Brasília é a principal representação diplomática polonesa no Brasil.
Está localizada na Avenida das Nações, na quadra SES 809, Lote 33, no Setor de Embaixadas Sul, na Asa Sul.

## História
O Brasil e a Polônia estabeleceram relações diplomáticas pela primeira vez em 27 de maio de 1920. Assim como outros países, a Polônia recebeu de graça um terreno no Setor de Embaixadas Sul na época da construção de Brasília, medida que visava a instalação mais rápida das representações estrangeiras na nova capital. Os prédios da embaixada foram construídos entre 1971 e 1973, projetados pelos arquitetos Andrzej Dzierzawki, Zbigniew Pawelski e Halina Swiergocka-Kaim, com colaboração do brasileiro Elvin Mackay Dubugras.

## Serviços
A embaixada realiza os serviços protocolares das representações estrangeiras, como o auxílio aos poloneses que moram no Brasil e aos visitantes vindos da Polônia e também para os brasileiros que desejam visitar ou se mudar para o país europeu. Perto de outros países europeus, a Polônia tem uma comunidade brasileira pequena.
Além da embaixada, a Polônia conta com mais um consulado geral em Curitiba, com o qual divide as atividades consulares, um escritório do Departamento de Promoção Comercial e Investimentos em São Paulo e diversos consulados honorários em Belo Horizonte, Recife, Fortaleza, Manaus, São Paulo e Porto Alegre. A embaixada em Brasília presta os serviços de consulado para os estados do Acre, Amapá, Amazonas, Ceará, Goiás, Maranhão, Pará, Paraíba, Piauí, Rio Grande do Norte, Rondônia, Roraima e Tocantins, além do Distrito Federal. Outras ações que passam pela embaixada são as relações diplomáticas com o governo brasileiro nas áreas política, econômica e cultural, com parcerias entre os dois países nas áreas de comércio, defesa, ciência, tecnologia, cultura e educação. As trocas comercias entre os países chegaram a 1,5 bilhão de dólares em 2018.